# Ułukbek Maripow
Ułukbek Asamidinowicz Maripow (kirg. Улукбек Асамидинович Марипов; ur. 30 sierpnia 1979 w Kyrgyz-Acie koło Nookatu) – kirgiski urzędnik państwowy i ekonomista, Przewodniczący Gabinetu Ministrów Kirgistanu od 3 lutego do 12 października 2021 (do 5 maja 2021 w randze premiera).

## Życiorys
Syn lekarza i polityka Asamidina Maripowa, brat urzędnika Baktybeka Maripowa. Studiował prawo i finanse na Państwowym Uniwersytecie w Osz, uzyskał kwalifikacje urzędnika służby cywilnej. Początkowo kierował farmą. Od 2001 do 2003 zatrudniony w ministerstwie finansów, następnie do 2005 jako doradca gubernatora obwodu batkeńskiego. Potem zatrudniony w parlamencie i w administracji prezydenckiej, gdzie doszedł do stanowiska inspektora. Od 2010 do 2011 ponownie w strukturach rządowych, m.in. jako dyrektor ds. współpracy międzynarodowej w ministerstwie spraw nadzwyczajnych. W 2011 powrócił do pracy w administracji prezydenta, od 2015 jako zastępca szefa gabinetu. W 2016 wybrany natomiast przewodniczącym kirgiskiej izby rachunkowej.
3 lutego 2021 powołany na stanowisko premiera Kirgistanu (jako bezpartyjny). W maju 2021 stanowisko to przemianowano na Przewodniczącego Gabinetu Ministrów Kirgistanu po tym, jak w wyniku referendum scedowano większość władzy wykonawczej na prezydenta. Zakończył pełnienie funkcji szefa rządu 12 października 2021.